# Угода між Сполученим Королівством та Союзом Радянських Соціалістичних Республік 12 липня 1941 року
Угода про спільні дії Уряду Союзу РСР і Уряду Його Величності в Сполученому Королівстві у війні проти Німеччини — угода про військовий альянс, укладена Сполученим Королівством та СРСР проти Німеччини 12 липня 1941 року. Держави зобов'язалися надавати допомогу одна одній і не підписувати сепаратної мирної угоди з Німеччиною.

## Передісторія
Велика Британія та Російська імперія неодноразово були союзниками і входили до різних коаліцій. Під час Першої світової війни вони входили до Антанти. Після Жовтневого перевороту більшовицьке керівництво держави  розпочало сепаратні мирні переговори з Центральними державами і у березні 1918 року підписало сепаратну мирну угоду.
Протягом 1918—1939 років керівництво РРФСР, а потім СРСР, вело пропаганду проти своїх колишніх союзників, що ґрунтувалася на теоретичних настановах «класової боротьби» і очікуваної перемоги «світової революції». Керівництво СРСР використовувало для пропаганди апарат Комінтерну та так звані «секції» Комінтерну — комуністичні та ліві партії країн Європи, що увійшли до Комінтерну. Для вирішення зовнішньополітичних проблем керівництво СРСР припускало застосування наступальних військових засобів .
Після Мюнхенської угоди керівництво СРСР переглянуло свою зовнішню політику щодо Німеччини, Франції, Японії. У жовтні 1938 року між представниками Німеччини і СРСР була досягнута домовленість про припинення нападів на радіо і у пресі на керівних діячів обох країн. Від весни 1939 року контакти дипломатичних представників СРСР з німецькими колегами набули такого ж активного характеру, як і з англійськими чи французькими. Одним із прикладів взаємодії російських більшовиків із німецькими націонал-соціалістами на той час була угода про продовження виконання воєнного замовлення для Радянського Союзу на захоплених Німеччиною чехословацьких заводах «Шкода».
Керівництво СРСР провадило у 1938—1939 роках «подвійну гру» щодо англо-французького блоку та Німеччини. Після окупації та поділу Чехословаччини велися переговори як з Німеччиною, так і з Англією та Францією.
1939 року делегації Великої Британії, Франції та СРСР провадили перемовини, метою яких була угода про «ефективний пакт взаємодопомоги проти агресії» та про форми і розміри допомоги одне одному та гарантованим державам 
На той час відбулася зміна громадської думки у країнах Західної Європи та США від оцінки СРСР як революційної сили, оплоту боротьби із фашизмом — до страху перед непередбачуваними діями його керівництва у зовнішній політиці та терористичним режимом, встановленим у країні . Після знищення кервництвом ВКП(б) на чолі з Й. Сталіним більшої частини вищого та середнього командного складу Червоної армії Англія та Франція перестали бачити в СРСР надійного воєнного партнера .
У серпні 1939 року СРСР припинив перемовини із Англією та Францією і підписав Договір про ненапад з Німеччиною, що дозволив Німеччині розв'язати війну проти союзника Великої Британії — Польщі.
Від початку Другої світової війни керівництво СРСР звинуватило у розв'язанні війни Велику Британію та Францію.
Велика Британія, Франція, а за ними й інші країни оголосили війну Німеччині. 17 вересня Червона армія СРСР, що розірвав договір про ненапад із Польщею, розпочала воєнні дії проти союзника Великої Британії — Польщі. Англія і Франція не оголосили війну СРСР.
Відповідно до господарських угод між СРСР та Німеччиною, у 1939—1941 роках СРСР постачав сировину для військової промисловості Німеччини та пальне для вермахту, що на той час вів бойові дії проти Великої Британії.
Після нападу СРСР на Фінляндію керівництво Великої Британії розглядало питання про військову допомогу Фінляндії. Оскільки СРСР постачав пальне для Німеччини, яке використовувалося при бомбардуванні міст Великої Британії, військове керівництво останньої розробило план нападу на нафтові промисли району Баку.
З початком Німецько-радянської війни Вінстон Черчилль виступив із спеціальною заявою на підтримку боротьби СРСР проти Німеччини.

### Підготовка та підписання угоди
Під час обговорення питання про підписання угоди Вінстон Черчілль висував пропозицію щодо включення до угоди пункту про прегляд, на мирній конференції по завершенні війни, західного кордону СРСР, встановленого після захоплення ним частини Польщі (у вересні 1939 року) та Румунії (1940) .

## Текст угоди
| Уряд Союзу РСР і Уряд Його Величності в Об'єднаному Королівстві уклали цю угоду і декларують наступне: 1. Обидва Уряди взаємно зобов'язуються надавати один одному допомогу та підтримку всякого роду у цій війні проти гітлерівської Німеччини. 2. Вони надалі зобов'язуються, що впродовж цієї війни вони не будуть ні вести переговорів, ні укладати перемир'я або мирного договору, крім як з обопільної згоди. Ця Угода укладена в двох примірниках, кожний російською та англійською мовами. Обидва тексти є автентичними. Москва. 12 липня 1941 р. Оригінальний текст (англ.) His Majesty’s Government and the United Kingdom and the government of the Union of Soviet Socialist Republics have concluded the present agreement and declared as follows: 1) The two governments mutually undertake to render each other assistance and support of all kind in the present war against Hitlerite Germany. 2) They further undertake that during this war they will neither negotiate nor conclude an armistice or treaty of peace except by mutual agreement. This Agreement is concluded in two copies, each in the Russian and English languages. Both texts being equally authentic. Оригінальний текст (рос.) Правительство Союза ССР и Правительство Его Величества в Соединенном Королевстве заключили настоящее Соглашение и декларируют о следующем: 1. Оба Правительства взаимно обязуются оказывать друг другу помощь и поддержку всякого рода в настоящей войне против гитлеровской Германии. 2. Они далее обязуются, что в продолжение этой войны они не будут ни вести переговоров, ни заключать перемирия или мирного договора, кроме как с обоюдного согласия. Настоящее Соглашение заключено в двух экземплярах, каждый на русском и английском языках. Оба текста имеют одинаковую силу. Москва. 12 июля 1941 г. |
За уповноваженням Уряду Союзу Радянських Соціалістичних Республік угоду підписав Заступник Голови Ради Народних Комісарів і Народний Комісар Закордонних справ В'ячеслав Молотов. За уповноваженням Уряду Його Величності в Об'єднаному Королівстві — Надзвичайний і Повноважний Посол Його Величності в СРСР Стаффорд Кріппс.
Одночасно був підписаний Протокол до Угоди, згідно якого Угода набувала чинності негайно від моменту його підписання і не підлягала ратифікації.

## Виконання угоди та наслідки
Перший із арктичних британських конвоїв постачання відплив з військово-морської бази у Скапа-Флоу до Мурманська 21 серпня 1941 року .